# Sundafruktduva
Sundafruktduva (Ptilinopus porphyreus) är en fågel i familjen duvor inom ordningen duvfåglar.

## Utseende och läte
Sundafruktduvan är en mycket vackert tecknad duva, med unik kombination av rosa huvud, svartvitt bröstband och bladgrön rygg. Honan är något mattare färgad än hanen och ungfågeln är helgrön, med svaga gula fjäderkanter som bleknar med ålder. Det svårlokaliserade lätet består av låga, jämnt levererade hoanden, ibland följda av en ljusare bubblande serier.

## Utbredning och systematik
Fågeln förekommer i bergsskogar på södra Sumatra, Java och Bali. Den behandlas som monotypisk, det vill säga att den inte delas in i några underarter.

## Status och hot
Arten har ett stort utbredningsområde, men tros minska i antal, dock inte tillräckligt kraftigt för att den ska betraktas som hotad. Internationella naturvårdsunionen IUCN listar därför arten som livskraftig (LC).